# Felsőkaraszló
Felsőkaraszló (ukránul: Гребля) település Ukrajnában, Kárpátalján, a Huszti járásban.

## Fekvése
Ilosvától délkeletre, Füzesmező és Szőllősrosztoka közt fekvő település.

## Története
A trianoni békeszerződés előtt Ugocsa vármegye Tiszánnineni járásához tartozott.

## Népessége
1910-ben 629 lakosából 9 magyar, 92 német, 528 ruszin volt. Ebből 535 görögkatolikus, 92 izraelita volt.

## Híres személyek
- Itt született 1840-ben Gerevics Gusztáv főgimnáziumi igazgató.